# Markus Eriksson
Markus Eriksson, född 29 november 1989 i Göteborg, är en svensk tennisspelare som har deltagit på ATP-touren. Han har även representerat Sverige i Davis Cup.